# Siang-jang
Siang-jang (čínsky pchin-jinem Xiāngyáng, znaky 襄阳) je městská prefektura v Čínské lidové republice, kde patří k provincii Chu-pej.
Město samotné leží na březích řeky Chan-ťiang, která jej rozděluje na severní a jižní část.
Celá prefektura má rozlohu 19 721 kilometrů a žije v ní pět a čtvrt milionůu obyvatel, přičemž v samotném městě jich žije zhruba půl milionu.

## Správní členění
Městská prefektura Siang-jang se člení na devět celků okresní úrovně, a sice tři městské obvody, tři městské okresy a tři okresy.
| Siang-čou Fan-čcheng Siang-čcheng městský okres · I-čcheng městský okres · Lao-che-kchou městský okres · Cao-jang okres · Nan-čang okres · Ku-čcheng okres · Pao-kchang |          |                       |             |                                         |
| Název | Název    | Počet obyvatel (2020) | Rozloha km² | Hustota zalidnění (obyv. na km²) (2020) |
| český přepis | znaky    | Počet obyvatel (2020) | Rozloha km² | Hustota zalidnění (obyv. na km²) (2020) |
| Městské obvody |          |                       |             |                                         |
| Fan-čcheng | 樊城区   | 920 794               | 580         | 1 587                                   |
| Siang-čcheng | 襄城区   | 475 611               | 628         | 757                                     |
| Siang-čou | 襄州区   | 923 235               | 2 455       | 376                                     |
| Městské okresy |          |                       |             |                                         |
| Cao-jang | 枣阳市   | 888 794               | 3 272       | 272                                     |
| I-čcheng | 宜城市   | 469 417               | 2 114       | 222                                     |
| Lao-che-kchou | 老河口市 | 420 495               | 1 068       | 394                                     |
| Okresy |          |                       |             |                                         |
| Ku-čcheng | 谷城县   | 483 293               | 2 548       | 190                                     |
| Nan-čang | 南漳县   | 455 690               | 3 831       | 119                                     |
| Pao-kchang | 保康县   | 223 622               | 3 224       | 69                                      |
| |          |                       |             |                                         |
| Celkem | Celkem   | 5 260 951             | 19 721      | 267                                     |

## Partnerská města
- Aizuwakamacu, Japonsko
- Inujama, Japonsko
- Jangjang County, Jižní Korea
- Kostroma, Rusko
- Raleigh, Severní Karolína, USA
- Smiths Falls, Kanada
- Zwickau, Německo